# فيليب ناهون
فيليب ناهون (بالفرنسية: Philippe Nahon)‏
```
هو 
ممثل
 
فرنسي
، ولد في 24 ديسمبر 1938 
بباريس
 في 
فرنسا
.
[
5
]
```

## أعمال

### أفلام
- (1996) بطل متفرد
- (2001) أخوة الذئاب[6]
- (2002) لا رجعة فيه[7]
- (2003) التوتر الشديد
- (2011) حصان حرب[8]
- (2013) جبل طارق[9]

## وصلات خارجية
- فيليب ناهون على موقع IMDb (الإنجليزية)
- فيليب ناهون على موقع ألو سيني (الفرنسية)
- فيليب ناهون على موقع أول موفي (الإنجليزية)
- فيليب ناهون على موقع قاعدة بيانات الأفلام السويدية (السويدية)
- فيليب ناهون على موقع قاعدة بيانات الفيلم (الإنجليزية)
- فيليب ناهون على موقع كينوبويسك (الروسية)